# Janusz Płoński
Janusz Płoński (ur. 14 marca 1947 w Szczecinie) – polski dziennikarz, scenarzysta, dokumentalista.

## Życiorys
W latach 1970–1980 pracował w tygodniku „itd”, zajmował się kulturą studencką, głównie teatrami. W 1980 wyjechał do Niemiec, gdzie jako autor i producent współpracował z telewizjami ZDF, Bayerischer Rundfunk i Hessischer Rundfunk. Dorobek: ok. 20 filmów dokumentalnych i reportaży
Współautor (wraz z Maciejem Rybińskim i Stanisławem Bareją) scenariusza serialu „Alternatywy 4”, autor (wraz z Jackiem Kondrackim i Jackiem Wasilewskim) scenariusza 13-odcinkowej kontynuacji „Alternatyw” pt. „Dylematu 5”.
Wraz z Maciejem Rybińskim autor książek Góralskie tango, Balladyna Superstar – git czytanka z momentami, Brakujące ogniwo. Autor książki „Elvis. Dlaczego ja, Panie” oraz „Janusz Płoński – Kandydat na prezydenta”. Autor tekstu do albumu fotograficznego Andrzeja Polca „Kreuzwege in Polen” (wyd. Uwe Bär, Zürich, 1988). W 2017 autor książki „Alternatywy 4 – przewodnik po serialu i rzeczywistości”, wydawnictwo Edipress.
Dziennikarz Superstacji, autor ponad 200 reportaży cotygodniowo emitowanych w ramach cyklu „Jednym okiem” w telewizji Superstacja.